# Janna Rommel-Opstaele
Janna Rommel-Opstaele (Oostende, 31 maart 1957 - Leffinge, 27 april 2021) was een Belgische politica voor de Open Vld. Van 2013 tot 2018 was ze burgemeester van Middelkerke.

## Levensloop
Janna Rommel-Opstaele begon haar politieke carrière na de gemeenteraadsverkiezingen van 1994. Ze werd gemeenteraadslid van Middelkerke voor de liberale PVV, later Open Vld. Bij de gemeenteraadsverkiezingen van 2006 kreeg ze 2.613 voorkeursstemmen, meer dan lijsttrekker en burgemeester Michel Landuyt, die 2.390 voorkeursstemmen behaalde. Ze werd vervolgens schepen. Na de gemeenteraadsverkiezingen van 2012 werd Rommel-Opstaele burgemeester van Middelkerke. Bij de gemeenteraadsverkiezingen van 2018 behaalde Lijst Dedecker van Jean-Marie Dedecker een absolute meerderheid. Dedecker volgde haar ook als burgemeester op. Ze nam haar zetel in de gemeenteraad niet op en stapte bijgevolg uit de politiek.
Ze was namens Open Vld meermaals kandidaat bij de federale en Vlaamse verkiezingen in de kieskring West-Vlaanderen.
Rommel-Opstaele overleed in 2021 aan de gevolgen van een hersentumor.
In 2024 werd haar postuum de titel van ereburgemeester toegekend.